# Botesdale
Botesdale is een civil parish in het bestuurlijke gebied Mid Suffolk, in het Engelse graafschap Suffolk met 905 inwoners.